# Saint-Étienne-sur-Suippe
Saint-Étienne-sur-Suippe är en kommun i departementet Marne i regionen Grand Est (tidigare regionen Champagne-Ardenne) i nordöstra Frankrike. Kommunen ligger i kantonen Bourgogne som tillhör arrondissementet Reims. År 2022 hade Saint-Étienne-sur-Suippe 349 invånare.

## Befolkningsutveckling
Antalet invånare i kommunen Saint-Étienne-sur-Suippe
| Referens: INSEE |